# Mohamed Simakan
Mohamed Simakan, född 3 maj 2000, är en fransk fotbollsspelare som spelar för Al Nassr.
Hans halvbror, Ismaël Bangoura, är också en fotbollsspelare.

## Karriär
Den 16 maj 2018 skrev Simakan på sitt första proffskontrakt med Strasbourg. Han debuterade den 25 juli 2019 i en 3–1-vinst över Maccabi Haifa i Europa League. Simakan gjorde sin Ligue 1-debut den 18 augusti 2019 i en 0–0-match mot Reims.
Den 22 mars 2021 bekräftade tyska RB Leipzig att de värvat Simakan på ett femårskontrakt med start sommaren 2021. Den 2 september 2024 skrev han på ett femårskontrakt med saudiska Al Nassr.

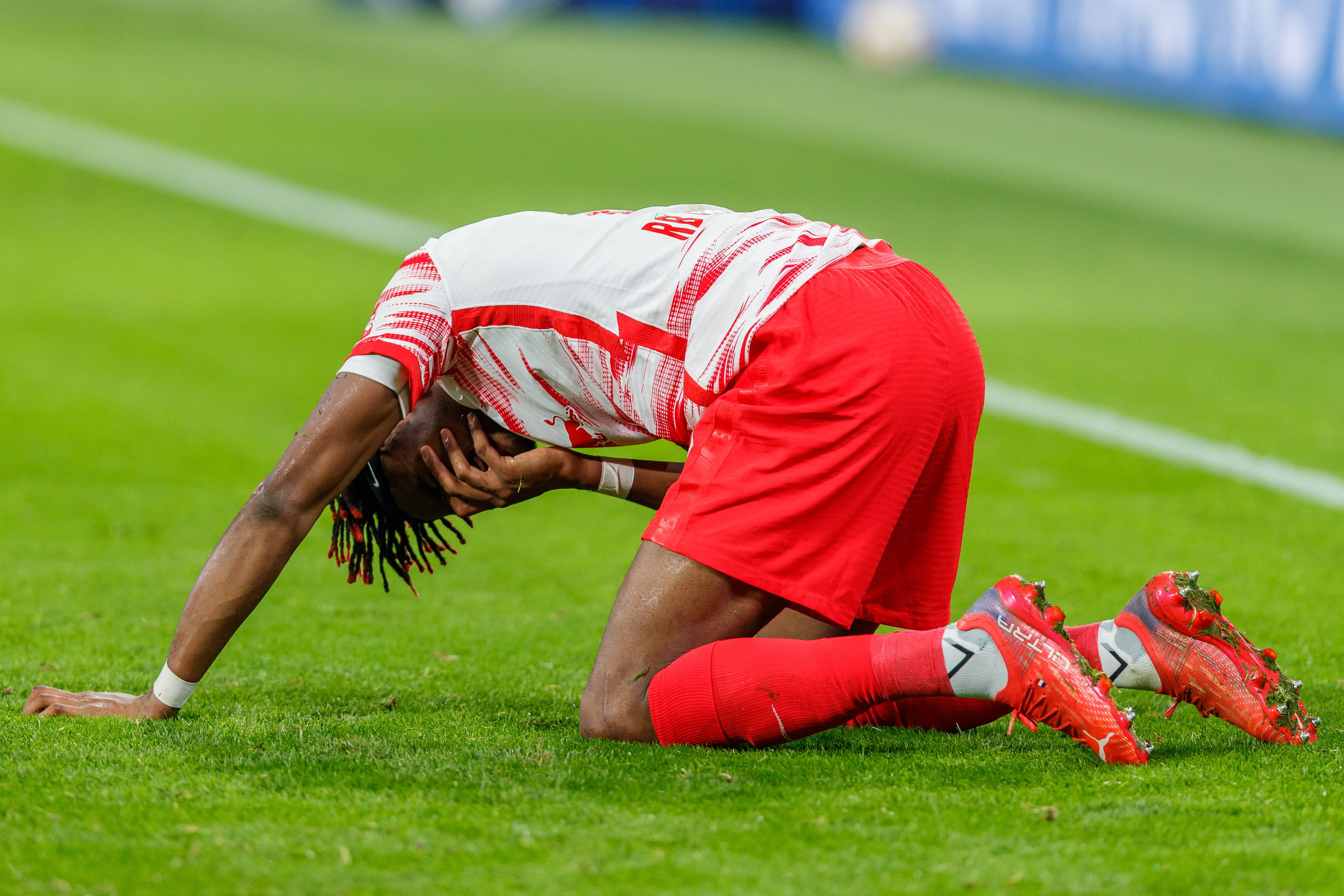
Simakan i Leipzig, 2021